# Dyamenyuo Corona
La Dyamenyuo Corona è una struttura geologica della superficie di Venere.